# Al Maslub (huyện)
Huyện Al Maslub là một huyện thuộc tỉnh Al Jawf, Yemen. Đến thời điểm năm 2003, huyện này có dân số 9938 người